# فيرجيل شابمان
فيرجيل شابمان (بالإنجليزية: Virgil Munday Chapman)‏ هو محامي وسياسي أمريكي، ولد في 15 مارس 1895 في الولايات المتحدة، وتوفي في 8 مارس 1951 في بيثيسدا في الولايات المتحدة بسبب حادث مرور. حزبياً، نشط في الحزب الديمقراطي. وقد انتخب محامي المدينة (1918 – ) وانتخب عضو مجلس النواب الأمريكي وانتخب عضو مجلس الشيوخ الأمريكي عن دائرة كنتاكي.